# Pierrefiche, Lozère
Pierrefiche este o comună în departamentul Lozère din sudul Franței. În 2009 avea o populație de 162 de locuitori.

## Evoluția populației
| An        | 1975 | 1982 | 1990 | 1999 | 2006 | 2009 |
| --------- | ---- | ---- | ---- | ---- | ---- | ---- |
| Populație | 156  | 147  | 123  | 153  | 160  | 162  |